# (302) Clarissa
(302) Clarissa és un asteroide pertanyent al cinturó d'asteroides descobert el 14 de novembre de 1890 per Auguste Honoré Charlois des de l'observatori de Niça, França.
Es desconeix la raó del nom.